# Felix Mayer (Synchronsprecher)
Felix Mayer (* 8. Juli 1986 in München) ist ein deutscher Synchronsprecher.

## Leben
Felix Mayer absolvierte in München seine Schauspielausbildung. Zu seinen Arbeiten gehören unter anderem zahlreiche Anime-Serien. Von 2016 bis 2023 sprach er den Hauptcharakter Ash Ketchum in der Serie Pokémon. Insgesamt sprach er mehr als 200 Rollen ein.

## Synchronrollen (Auswahl)

### Filme
- 2014: Sein Name war Franziskus für Michele Balducci als Illuminato
- 2016: A Silent Voice als Kazuki Shimada (Anime)
- 2016: Fannys Reise für Ryan Brodie als Victor
- 2018: I Want to Eat Your Pancreas als Gum-kun (Anime)
- 2019: Scary Stories to Tell in the Dark für Austin Zajur als Chuck Steinberg

### Serien
- 2015: God Eater als Kota Fujiki (Anime)
- 2015: Seraph of the End als Mikaela Hyakuya (Anime)
- 2015: Kekkai Sensen als Leonardo Watch (Anime)
- 2015–2019: The Magicians für Jason Ralph als Quentin Coldwater
- 2015–2019: Star gegen die Mächte des Bösen als Marco Diaz (Zeichentrick)
- 2015–2020: Food Wars! Shokugeki no Soma als Zenji Marui (Anime)
- 2016: One Piece als Sabo (Anime)
- 2016–2023: Pokémon als Ash Ketchum (Anime)
- 2016–2023: Ben 10 als Ben Tennyson (Zeichentrick)
- 2017: Die Walkinder – Children of the Whales als Chakuro (Anime)
- 2017: Atom: The Beginning als A 106 (Anime)
- 2017–2018: Salvation für Charlie Rowe als Liam Cole
- 2020–2022: Drei Meter über dem Himmel für Andrea Lattanzi als Dario
- 2020–2023: Ted Lasso (Fernsehserie) als Jamie Tartt
- seit 2023: Bleach (Anime) als Ichigo Kurosaki
- seit 2023: Yu Yu Hakosho (Fernsehserie) als Yusuke Urameshi
- seit 2023: SuperKitties als Sparks (Zeichentrick)

### Videospiele
- 2018: Marvel’s Spider-Man als Peter Parker / Spider-Man
- 2020: Marvel’s Spider-Man: Miles Morales als Peter Parker / Spider-Man
- 2020: Final Fantasy VII Remake als Cloud Strife
- 2023: Marvel’s Spider-Man 2 als Peter Parker / Spider-Man
- 2024: Final Fantasy VII Rebirth als Cloud Strife[1][2]

## Hörbücher
- 2015 (Audible: 2019): 4 1/2 Freunde und der lispelnde Lockvogel, Verlag: Karussell, EAN 4057664046666